# S/S Primus
S/S Primus är en svensk k-märkt bogserbåt och ett museifartyg.
S/S Primus beställdes av Fredrik Bünsow, ägare till Skönviks sågverk i Sundsvall, och byggdes 1875. Hon gick som timmerbogserbåt till 1960 i Sundsvall. Hon såldes till skrotning 1960, men det tomma skrovet köptes 1962 tillbaka av Svenska Cellulosa AB. Företaget byggde om fartyget till kättingbåt och försåg henne med en dieselmotor.
S/S Primus skänktes 1984 av SCA till Medelpads Sjöhistoriska Förening och återinvigdes i juni 1993 efter sju års renovering, innefattade byte tillbaka till en ångmaskin som deponerades av Sundsvalls museum. Den var den sista som tillverkades vid Sunds AB efter ritningar från 1902 och kommer från bogserbåten Nocturnus (Blå-Gustav) i Sundsvall. 
Primus har sommartid gått i passagerartrafik från Sundsvalls hamn till bland annat Tjuvholmen. Hon k-märktes 2005.

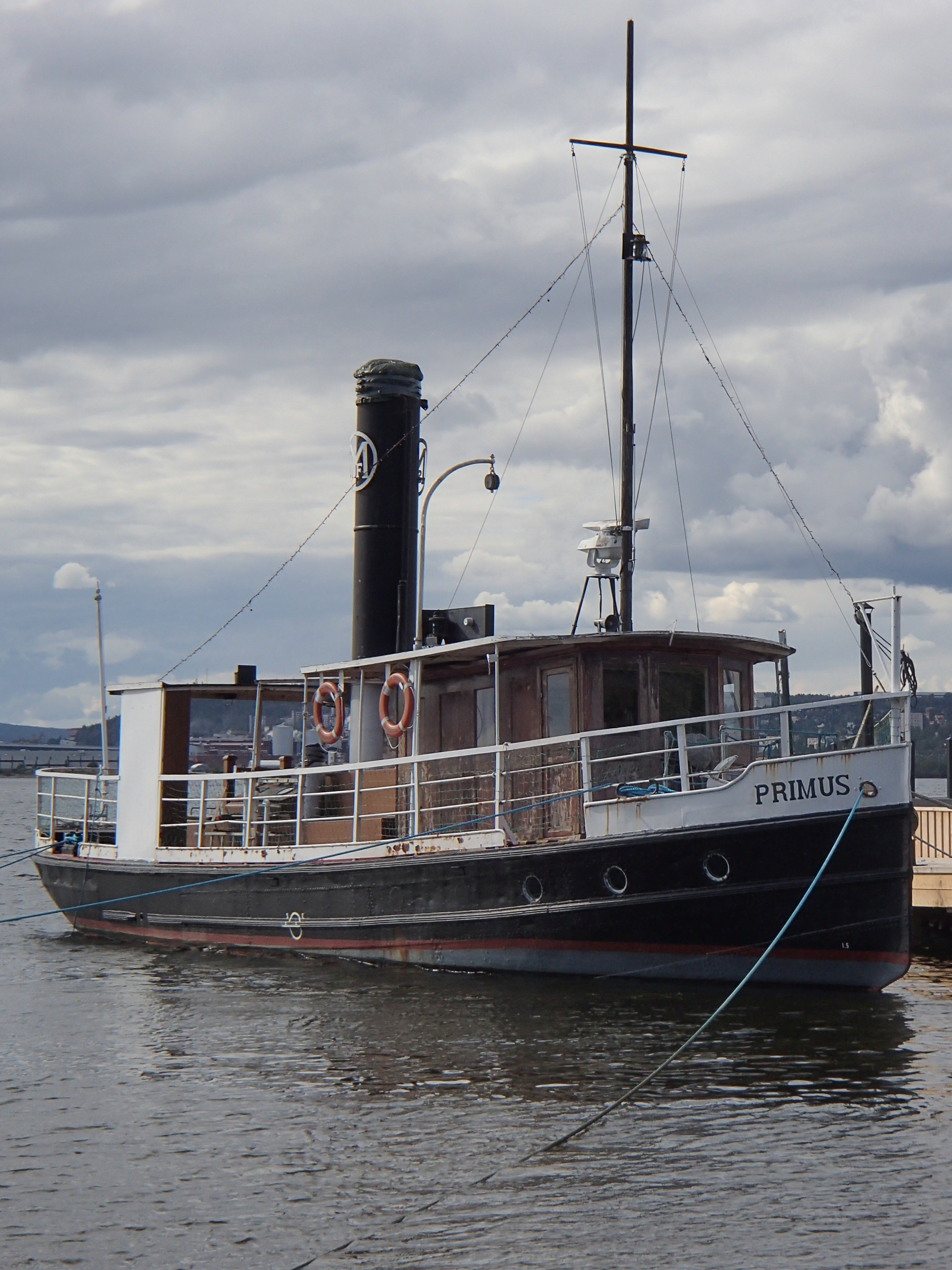
Primus vid Karlsvik i Sundsvall.